# Commission économique pour l'Europe des Nations unies
 (avril 2025).
La Commission économique pour l'Europe des Nations unies (CEE-ONU) (en anglais : United Nations Economic Commission for Europe, UNECE) est l'une des cinq commissions régionales du Conseil économique et social des Nations unies (ECOSOC).

## Historique
Elle a été établie en 1947 pour encourager la coopération économique entre les États membres.
Depuis avril 2017, l'UNECE est dirigé par la Slovaque Olga Algayerova.

## Description
La commission se compose de 56 États membres : les pays européens, auxquels sont ajoutés les États-Unis, le Canada, Israël, la Turquie, ainsi que les ex-républiques soviétiques du Caucase et d'Asie centrale. 
Le siège du secrétariat de la Commission est situé au Palais des Nations à Genève en Suisse et a un budget de 50 millions de dollars des États-Unis[Quand ?].

## Confusion
On trouve parfois l'acronyme CEE, mais l'acronyme CEE-ONU permet d'éviter toutes confusions avec la Communauté économique européenne.

## États membres
Les 56 États membres de la Commission économique pour l'Europe des Nations unies sont, par ordre alphabétique :
- Albanie
- Allemagne
- Andorre
- Arménie
- Autriche
- Azerbaïdjan
- Belgique
- Biélorussie
- Bosnie-Herzégovine
- Bulgarie
- Canada
- Chypre
- Croatie
- Danemark
- Espagne
- Estonie
- États-Unis
- Finlande
- France
- Géorgie
- Grèce
- Hongrie
- Irlande
- Islande
- Israël
- Italie
- Kazakhstan
- Kirghizistan
- Lettonie
- Liechtenstein
- Lituanie
- Luxembourg
- Macédoine du Nord
- Malte
- Moldavie
- Monaco
- Monténégro
- Norvège
- Ouzbékistan
- Pays-Bas
- Pologne
- Portugal
- Roumanie
- Royaume-Uni
- Russie
- Saint-Marin
- Serbie
- Slovaquie
- Slovénie
- Suède
- Suisse
- Tadjikistan
- Tchéquie
- Turkménistan
- Turquie
- Ukraine

## Études
La CEE-ONU participe, par l'intermédiaire de l'UN/CEFACT, à des spécifications techniques sur le commerce électronique, entre les Nations-Unies et la Commission européenne. Cette initiative prend la suite de l'UN/EDIFACT.

## Comité des politiques environnementales
La préoccupation de la CEE-ONU par les problèmes environnementaux remonte au moins à 1971, lorsque le groupe des conseillers principaux aux gouvernements de la CEE sur les questions environnementales a été créé, qui a conduit à la création du Comité des politiques environnementales (CPE), qui se réunit régulièrement chaque année. Le Comité fournit une orientation politique collective dans le domaine de l'environnement et du développement durable, prépare les réunions ministérielles, développe le droit international de l'environnement et soutient les initiatives internationales dans la région. Le Comité travaille à aider les pays à améliorer leur gouvernance environnementale et la coopération transfrontalière ainsi que de renforcer la mise en œuvre des engagements de la CEE environnementales régionales et promouvoir le développement durable dans la région.
Son principal objectif est d'évaluer les efforts des pays pour réduire leur fardeau global de la pollution et de gérer leurs ressources naturelles, à intégrer les politiques environnementales et socio-économiques, à renforcer la coopération avec la communauté internationale, d'harmoniser les conditions et les politiques environnementales dans toute la région et de stimuler une plus grande implication des discussions publiques et environnementales et la prise de décision.
Le Comité est l'organe directeur général des activités de la CEE-ONU sur l'environnement. Le travail du Comité est fondé sur plusieurs piliers stratégiques:
- Assurer le secrétariat du processus « Un environnement pour l'Europe » et en participant à la promotion régionale de l'Agenda 21;
- Élaborer et conduire les examens environnementaux dans les pays de la CEE-ONU non-membres de l'OCDE;
- Superviser les activités de la CEE sur la surveillance, l’évaluation et les rapports environnementaux,
- Augmenter l'efficacité globale des accords environnementaux multilatéraux (AEM) de la CEE-ONU et de faciliter l'échange d'expériences sur la mise en œuvre des AME. Voir la Convention d'Espoo, la Convention d'Aarhus, la Convention sur la pollution atmosphérique transfrontière à longue distance, la Convention sur la protection et l'utilisation des cours d'eau transfrontières et des lacs internationaux et la Convention sur les effets transfrontières des accidents industriels.
- Participer et faciliter l'échange d'expérience dans un certain nombre d'activités intersectorielles menées sous la direction de la CEE-ONU (par exemple l'éducation pour le développement durable (en), les transports, la santé et environnement, la construction écologique), ou en partenariat avec d'autres organisations (par exemple l'environnement et initiative de sécurité, processus européen Environnement et de la santé).